# Jeremiah Massey
Jeremiah Massey  (Mkd. ćirilica: Џеремаја Мејси; Detroit, 22. srpnja 1982.) naturalizirani je makedonski profesionalni košarkaš, podrijetlom iz SAD-a. Igra na poziciji krilnog centra, a trenutano je član španjolskog Libertad de Sunchales.

## Karijera

#### Sveučilište
Kao student, Massey je igrao na sveučilištu Kansas State. Proglašen je novakom godine Big 12 konferencije 2004. godine. 2004. i 2005. izabran je u drugu i treću petorku All Big 12 konferencije. 

#### Profesionalna karijera
Izabran je u 1. krugu (5. ukupno) USBL drafta 2005. godine. Karijeru je započeo 2005. u grčkom prvoligašu Gymnastikos S. Larissas. U sezoni 2005./06. bio je vodeći skakač A1 Ethniki lige. Njegove odlične fizičke predispozicije bile su glavni razlog odlaska u solunski Aris. U euroligaškoj sezoni 2006./07. proglašen je za najspektakularnijeg igrača natjecanja. 
Massey je 2007. s Arisom potpisao novi dvogodišnji ugovor s mogućnošću produženja na još jednu godinu. Međutim, Aris ga je već sljedeće sezone prodao u španjolski Real Madrid. Na kratko prelazi u MZT Skopje a nakon toga se vraća u španjolski Libertad de Sunchales 2016. godine. 

#### Makedonska košarkaška reprezentacija
Massey je član makedonske košarkaške reprezentacije. 2008. dobio je makedonsko državljanstvo, međutim nikada nije nastupao ni za jedan makedonski klub. Pomogao je reprezentaciji izboriti plasman na Europsko prvenstvo koje je održano u Poljskoj 2009. godine.

## Vanjske poveznice
- Profil na Euroleague.net
- Profil na Aris BC
- Profil  Arhivirana inačica izvorne stranice od 20. veljače 2021. (Wayback Machine) na Basketpedya.com